# Washington Whips
De Washington Whips is een voormalige Amerikaanse voetbalclub uit Washington D.C..
De club werd in 1967 opgericht om te spelen in de United Soccer Association. Deze competitie bestond uit geïmporteerde bestaande clubteams die onder een Amerikaanse naam deelnamen. De Washington Whips waren eigenlijk het Schotse Aberdeen FC. De club werd eerste in de Eastern Conference en verloor de finale van de Los Angeles Wolves.
In december fuseerde de United Soccer Association met de National Professional Soccer League om de North American Soccer League te vormen. De club hield na één seizoen op te bestaan.

## Per seizoen
| Jaar | League | W  | V  | G | Ptn | Reg. Seizoen           | Playoffs            |
| ---- | ------ | -- | -- | - | --- | ---------------------- | ------------------- |
| 1967 | USA    | 5  | 2  | 5 | 15  | 1st, Eastern Division  | Verliezen finalist  |
| 1968 | NASL   | 15 | 10 | 7 | 167 | 2de, Atlantic Division | Niet gekwalificeerd |